# Stena AB
Stena AB är ett av världens ledande rederier inom sjöfartsområdena passagerartrafik, bulktransporter och lasttransporter. Stena bedriver även dotterbolag inom fastighets- och återvinningsbranschen. 

## Historia
Stena AB:s ursprung är det år 1939 av Sten A. Olsson grundade företaget Sten A Olsson Metallprodukter, numera Stena Metall. Företaget växte och inledde år 1962 färjetrafik till Danmark mellan Göteborg och Skagen. När större fartyg börjades köpas in lades rutten om till Göteborg-Frederikshavn. Sedan dess har ett flertal färjeförbindelser i Europa skapats. Stenas andra områden inom sjöfarten är RoRo-trafik som kom 1977, Bulk 1982 och Concordia Maritime 1984. Stena Fastigheter bildades 1981.

### Förvärv
Stena AB har köpt upp följande bolag: Sessanlinjen, Scandlines och Sembo. Stena har varit huvudägare i Envac, Gislaved Folie, S-Invest, Ballingslöv AB och Gunnebo AB. 

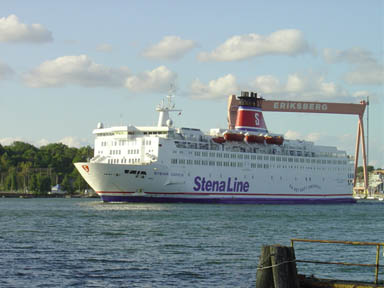

## Bolag
Stena-sfären består av följande bolag:
- Stena Line (färjerederi)
- Stena Fastigheter
- Stena Metall
- Concordia Maritime AB
- Stena Bulk
- Stena Sessan
- Stena RoRo
- Stena Offshore
- Stena Finans/Finans
- Aductum
- Stena Drilling
- Sembo

## Samarbete med högskolor och universitet
Företaget är en av medlemmarna, benämnda Partners, i Handelshögskolan i Stockholms partnerprogram för företag som bidrar finansiellt till högskolan och nära samarbetar med den vad gäller forskning och utbildning.